# Dean Rusk
David Dean Rusk (Cherokee County (Georgia) – 9 februari 1909 – Athens (Georgia), 20 december 1994) was een Amerikaans politicus. Hij was onder de presidenten John F. Kennedy en Lyndon B. Johnson minister van Buitenlandse Zaken.

## Studiejaren
Rusk studeerde aan het Davidson College in Davidson (North Carolina). Aan het begin van de jaren dertig ontving hij een Rhodesbeurs en studeerde aan het St John’s College in Oxford. Na zijn afstuderen gaf hij van 1934 tot 1949 les aan het Mills College in Oakland, Californië. In diezelfde tijd behaalde hij een graad in de rechten aan de Universiteit van Californië in Berkeley.
In juni 1937 trouwde Rusk met Virginia Foisie. Samen kregen zij drie kinderen.

## Militair
Na het uitbreken van de Tweede Wereldoorlog nam Rusk dienst in het leger. Daarvoor had hij al deel uitgemaakt van de Nationale Reserve. Hij diende bij het China Burma India Theater, een afdeling binnen het leger die acties van Amerikaanse troepen in de regio coördineerde en deze afstemden met andere bondgenoten, zoals Groot-Brittannië en China. Na zijn terugkeer in de Verenigde Staten in februari 1945 werkte hij korte tijd op het ministerie van Oorlog. In datzelfde jaar stelde hij al een splitsing voor van Korea in twee delen, één zou onder de invloed van de Sovjet-Unie vallen en de ander onder de invloed van de Verenigde Staten.

## Politieke carrière
Rusk werd in 1949 benoemd tot plaatsvervangend staatssecretaris van Buitenlandse Zaken. Een jaar later kreeg hij de aanstelling van staatssecretaris voor het Verre Oosten, en had een grote invloed op de beslissing van de Verenigde Staten zich te mengen in de Koreaanse Oorlog. Ook was hij betrokken bij regelingen met Japan voor compensatie voor de schade die het had veroorzaakt.
Na zijn aftreden in 1952 was Rusk voorzitter van de Rockefeller Foundation, een filantropische instelling die opgezet was door de familie Rockefeller. In deze functie was hij tot 1961 werkzaam.

## Minister van Buitenlandse Zaken

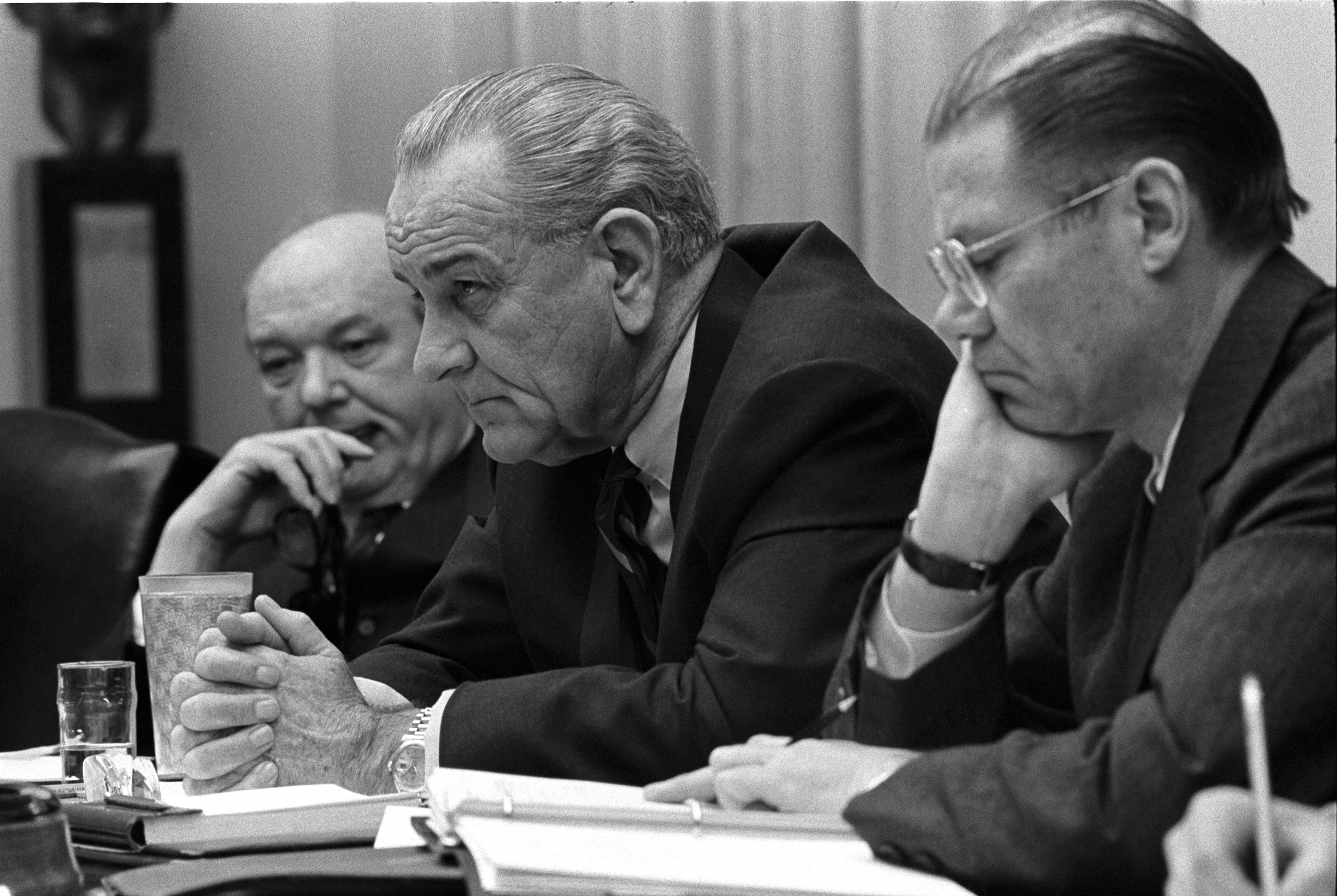
Dean Rusk met president Johnson en Robert McNamara

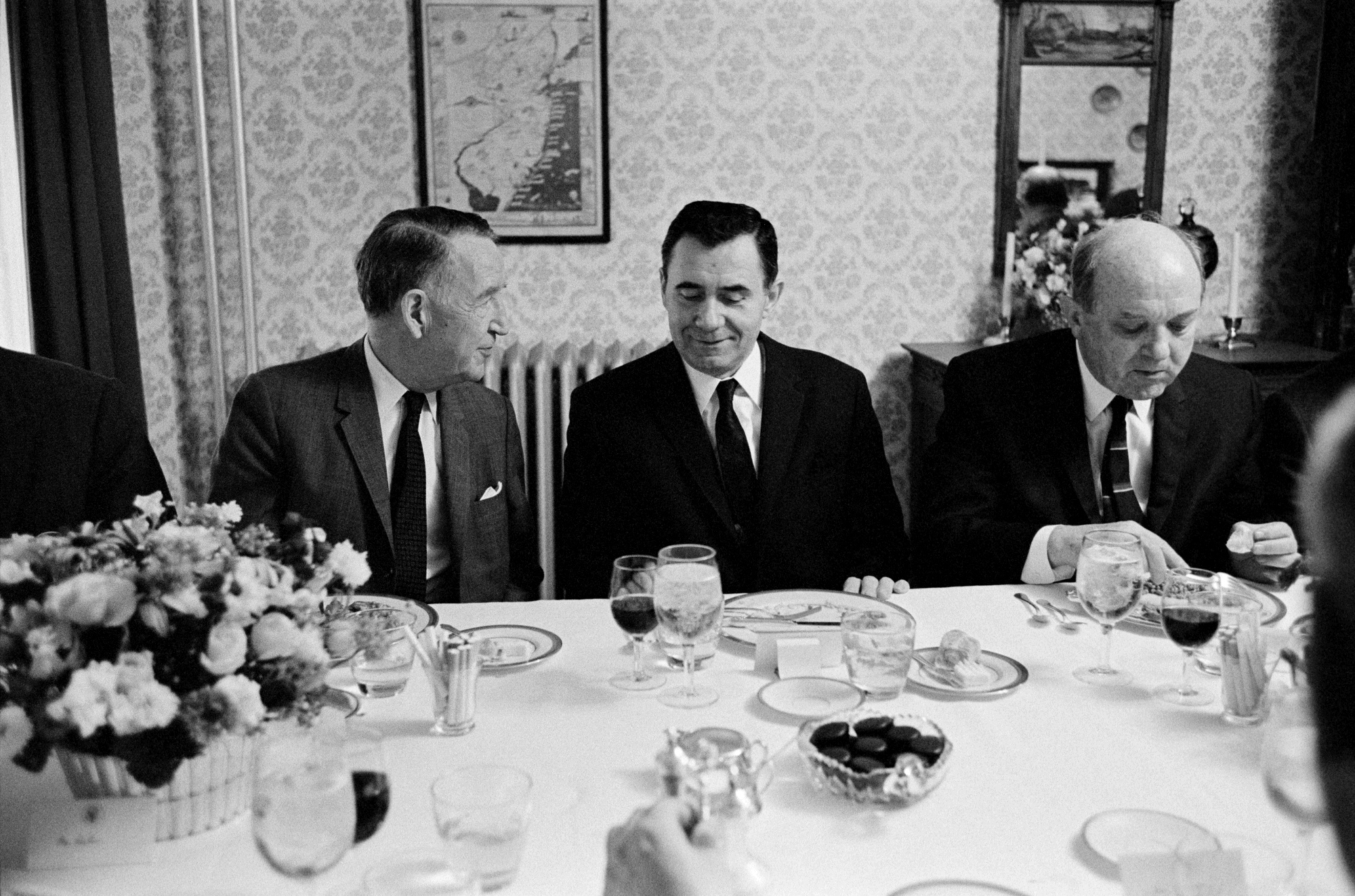
Dean met de Amerikaanse diplomaat Llewellyn Thompson, en Andrej Gromyko, de minister van Buitenlandse Zaken van de Sovjet-Unie tijdens de Glassboro Summit Conference in 1967

John F. Kennedy, de nieuwgekozen president, vroeg Rusk op 12 december 1960 voor de post van minister van Buitenlandse Zaken. Hij was niet de eerste keuze van Kennedy. Dat was J. William Fulbright, maar zijn benoeming zou als te controversieel zijn beschouwd. Rusk ging in op het aanbod en trad in januari 1961 in functie. Als minister geloofde hij sterk in het gebruik van militair geweld tegen het communisme. Ondanks het mislukken van de Invasie in de Varkensbaai om het communistische regime in Cuba af te zetten bleef hij herhaaldelijk voor het gebruik van geweld pleitten. In de Cubacrisis vond hij echter dat diplomatieke middelen voorrang moesten hebben. Met betrekking tot Vietnam had hij aanvankelijk zijn twijfels of Amerika moest ingrijpen, maar naarmate het conflict verergerde werd hij een warm pleitbezorger van de militaire acties van de Verenigde Staten in Vietnam. Dit maakte hem tot een vast object van demonstranten tegen de Vietnamoorlog.
Als minister van Buitenlandse Zaken was hij ook voorstander van het geven van hulp aan ontwikkelingslanden, en lage in- en exporttarieven om de wereldhandel op die manier te stimuleren. Hij maakte zich niet geliefd bij Israëlaanhangers door te stellen dat de aanval van Israëlische vliegtuigen tijdens de Zesdaagse Oorlog op het Amerikaanse schip de USS Liberty – daarbij vielen 34 Amerikaanse doden – geen ongeluk was, maar dat er sprake was van opzet.
Rusk schreef in zijn autobiografie dat hij geen goede band had met president Kennedy. Kennedy vond hem vaak te terughoudend in beraadslagingen en vond dat het ministerie van Buitenlandse Zaken niet creatief genoeg was als het ging om het ontwikkelen van nieuwe ideeën. Rusk bood verschillende keren zijn ontslag aan, maar dit werd toch door Kennedy niet geaccepteerd. Ook na het aantreden van Lyndon Johnson als president na de moord op Kennedy bood Rusk zijn ontslag aan, maar ook dit werd door Johnson niet geaccepteerd. In 1967 overwoog hij nogmaals zijn ontslag in te dienen, omdat zijn dochter met een Afro-Amerikaanse medestudent ging trouwen. Hij vreesde dat de president daardoor te veel onder kritiek zou komen te staan. Na gesprekken met Johnson en Robert McNamara zag hij daarvan af.
Na zijn aftreden in 1969 ontving Rusk de Presidential Medal of Freedom. Alleen Cordell Hull was langer minister van Buitenlandse Zaken van de Verenigde Staten dan Dean Rusk.

## Latere leven
Na zijn ministerschap doceerde hij nog internationaal recht aan de Universiteit van Georgia in Athens, Georgia. Daar ging hij in 1984 met pensioen. Tien jaar later, op 20 december 1994, overleed Rusk.
Jefferson ·
Randolph ·
Pickering ·
Marshall ·
Madison ·
Smith ·
Monroe ·
Adams ·
Clay ·
Van Buren ·
Livingston ·
McLane ·
Forsyth ·
Webster ·
Upshur ·
Calhoun ·
Buchanan ·
Clayton ·
Webster ·
Everett ·
Marcy ·
Cass ·
Black ·
Seward ·
Washburne ·
Fish ·
Evarts ·
Blaine ·
Frelinghuysen ·
Bayard ·
Blaine ·
Foster ·
Gresham ·
Olney ·
Sherman ·
Day ·
Hay ·
Root ·
Bacon ·
Knox ·
Bryan ·
Lansing ·
Colby ·
Hughes ·
Kellogg ·
Stimson ·
Hull ·
Stettinius ·
Byrnes ·
Marshall ·
Acheson ·
Dulles ·
Herter ·
Rusk ·
Rogers ·
Kissinger ·
Vance ·
Muskie ·
Haig ·
Shultz ·
Baker ·
Eagleburger ·
Christopher ·
Albright ·
Powell ·
Rice ·
Clinton ·
Kerry ·
Tillerson ·
Pompeo ·
Blinken
- Bibliothèque nationale de France: cb12227170b (data)
- CiNii: DA04825305
- Gemeinsame Normdatei: 118791648
- International Standard Name Identifier: 0000 0001 1440 5891
- Library of Congress Control Number: n80013000
- National Archives and Records Administration: 10611853
- Bibliotheek van het Japanse parlement: 00525744
- Nationale Bibliotheek van Tsjechië: skuk0004920
- Nationale bibliotheek van Australië: 35468665
- Nationale Bibliotheek van Israël: 987007592465905171
- Nationale Bibliotheek van Polen: a0000002495452
- Nederlandse Thesaurus van Auteursnamen: 069628599
- Istituto Centrale per il Catalogo Unico: UFIV074513
- LIBRIS: 265679
- SNAC: w6z31x1j
- Système universitaire de documentation: 030959837
- Trove: 964212
- Virtual International Authority File: 29586035
- WorldCat: E39PBJppxRtRWHPG4cTfptFHYP